# Leonardo Bertone
Leonardo Bertone (* 14. März 1994 in Wohlen bei Bern) ist ein Schweizer Fussballspieler, der im defensiven Mittelfeld spielt.

## Karriere

### Verein
Bertone stiess im Alter von zehn Jahren zur Juniorenabteilung des BSC Young Boys. In der Saison 2011/12 kam er zu seinem Debüt in der Super League. Aufgrund der Konkurrenz durch Sékou Sanogo, Moreno Costanzo und Milan Gajić konnte er sich anfangs keinen Stammplatz erkämpfen. Nachdem sich Bertone in den Folgejahren bis hin zur Meistersaison der Young Boys 2017/18 von Trainer Adi Hütter vermehrt eingesetzt worden war, erhielt er unter zur Saison 2018/19 hin neu engagierten Trainer Gerardo Seoane wieder weniger Spielpraxis. Aus diesem Grund entschied sich Bertone, den BSC Young Boys in der Winterpause der Saison 2018/19 in Richtung des MLS-Aufsteigers FC Cincinnati zu verlassen. Im Winter der Saison 2019/2020 wechselte Bertone zurück in die Schweiz zum FC Thun. Für diesen bestritt er 16 Ligaspiele sowie zwei Relegationsspiele. Mitte September 2020 wechselte er zum belgischen Erstdivisionär Waasland-Beveren, wo er einen Vertrag bis zum Sommer 2023 unterschrieb. Bertone bestritt für Waasland-Beveren 30 von 31 möglichen Ligaspielen, in den er ein Tor schoss, sowie zwei Pokalspiele. Lediglich bei einem Spiel fehlte er aufgrund einer Sperre nach fünf gelben Karten. Durch die Niederlage im 2. Relegationsspiel spielt er mit Waasland in der Saison 2021/22 in der Zweitklassigkeit. Dort verpasste er jedoch den direkten Wiederaufstieg und so wechselte der Mittelfeldspieler anschließend zurück in die Schweiz zum FC Thun.

### Nationalmannschaft
Von 2009 bis 2016 absolvierte Bertone insgesamt 30 Partien für diverse Schweizer Jugendnationalmannschaften und erzielte dabei zwei Treffer.

## Erfolge
- Schweizer Meister: 2018, 2019